# کوین بوورگر
کوین بوورگر (انگلیسی: Kévin Beauverger؛ زادهٔ ۱۶ دسامبر ۱۹۹۳) بازیکن فوتبال اهل فرانسه است.
از باشگاه‌هایی که در آن بازی کرده‌است می‌توان به باشگاه فوتبال رن و باشگاه فوتبال لوریان اشاره کرد.